# Waleri Michailowitsch Sablin

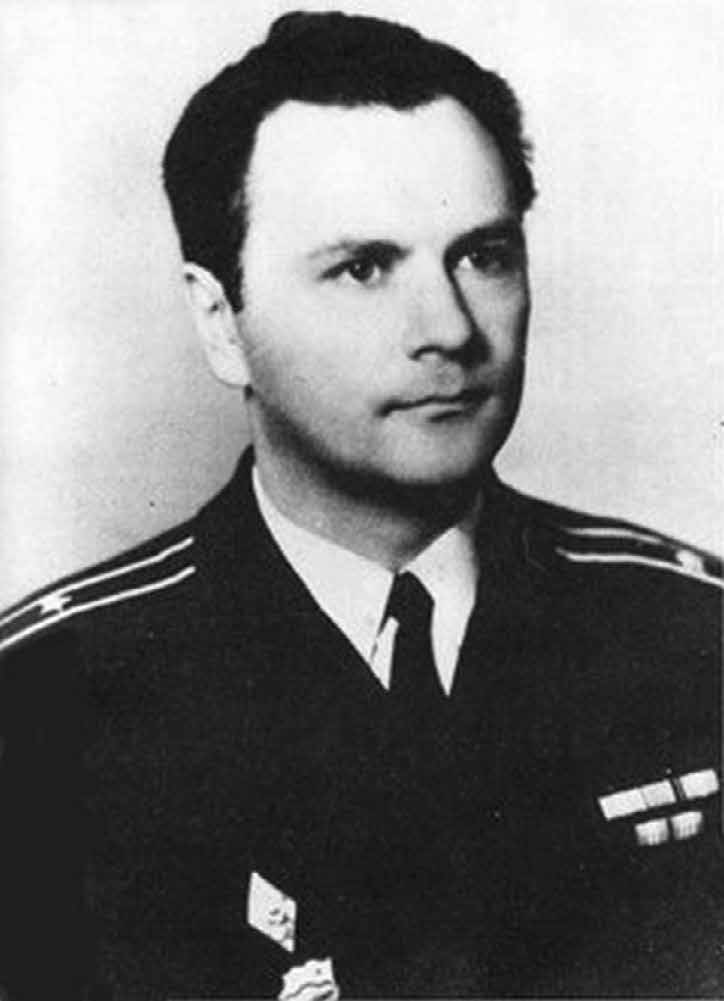
Waleri Sablin (1975)

Waleri Michailowitsch Sablin (russisch Валерий Михайлович Саблин; Valerij Michajlovič Sablin; * 1. Januar 1939 in Leningrad; † 3. August 1976 in Moskau) war ein sowjetischer Politoffizier im Rang eines Korvettenkapitäns und Mitglied der Kommunistischen Partei.  Im November 1975 bemerkte er die grassierende Korruption und Stagnation in der Sowjetunion von Leonid Breschnew und leitete daraufhin eine Meuterei auf der sowjetischen U-Boot-Abwehrfregatte Storoschewoi (russisch: Сторожевой, Storoževoj, was „Wachposten“ bedeutet) in der Hoffnung, eine leninistische Politische Revolution in der Sowjetunion zu starten. Seine Meuterei schlug fehl und er wurde neun Monate später wegen Hochverrats hingerichtet. Der Vorfall inspirierte Tom Clancy zum Roman „Jagd auf Roter Oktober“, welcher 1990 verfilmt wurde.  